# (100470) 1996 TY28
(100470) 1996 TY28 es un asteroide perteneciente al cinturón de asteroides, descubierto el 7 de octubre de 1996 por el equipo del Spacewatch desde el Observatorio Nacional de Kitt Peak, Arizona, Estados Unidos.

## Designación y nombre
Designado provisionalmente como 1996 TY28.

## Características orbitales
1996 TY28 está situado a una distancia media del Sol de 2,283 ua, pudiendo alejarse hasta 2,497 ua y acercarse hasta 2,069 ua. Su excentricidad es 0,093 y la inclinación orbital 8,428 grados. Emplea 1260 días en completar una órbita alrededor del Sol.

## Características físicas
La magnitud absoluta de 1996 TY28 es 16,4.